# Заживний
За́живний (рос. Заживный) — селище у складі Ілецького району Оренбурзької області, Росія.

## Населення
Населення — 428 осіб (2010; 486 у 2002).
Національний склад (станом на 2002 рік):
- росіяни — 80 %